# Хан Гымъок
Хан Гымъок (кор. 한금옥, р.22 сентября 1987) — северокорейская спортсменка, борец вольного стиля, призёрка чемпионатов мира и Азии.

## Биография
Родилась в 1987 году. В 2009 году завоевала серебряные медали чемпионата мира и чемпионата Азии. В 2010 и 2011 годах становилась бронзовой призёркой чемпионата Азии. В 2012 году приняла участие в Олимпийских играх в Лондоне, но заняла там лишь 10-е место. В 2013 и 2014 году вновь становилась бронзовой призёркой чемпионата Азии, а на чемпионате Азии 2015 года смогла завоевать серебряную медаль.